# Max Bouvet
Pour les articles homonymes, voir Bouvet.
Nicolas Maximilien Bouvet, dit Max Bouvet, né le 3 décembre 1854 à La Rochelle et mort le 5 août 1940 à Joigny, est un chanteur d'opéra français, baryton mais également un peintre de plein air post impressionniste. 

## Le baryton
Selon Jules Huret, il est au Conservatoire de Paris l'élève de Laget, Ismaël et Moker. Il débute à Liège, à l'Opéra Royal de Wallonie, et fait ses débuts parisiens en 1884 à l'Opéra-Comique comme Figaro dans Le Barbier de Séville.
Il y chante aussi les rôles de : 
- Alfio dans le Cavalleria rusticana,
- Oreste dans Iphigénie en Tauride,
- Garrido dans La Navarraise,
- Le Capitaine Le Hollandais volant,
- Marcel dans La Bohème,
- Escamillo dans Carmen,
- Ourrias dans Mireille
- Zurga dans Les Pêcheurs de perles[4]

## Créateur de rôles
Max Bouvet crée les rôles :
- François Bernier dans François les bas-bleus, 8 novembre 1883, au Théâtre des Folies-Dramatiques
- Spendius dans Salammbô d'Ernest Reyer (Bruxelles, 1890)
- Albert dans Werther de Jules Massenet lors de sa création parisienne
- Jean d'Hautecoeur dans Le Rêve d'Alfred Bruneau (Paris, 1891)
- Meunier dans L'Attaque du moulin d'Alfred Bruneau (Paris, 1893)[5],[6]
- Henri de Valois, Roi de Pologne dans Le Roi malgré lui d'Emmanuel Chabrier (Paris, 1887)
- Prince Karnac dans Le Roi d'Ys d'Édouard Lalo (Paris, 1888)
- L'Évêque de Blois dans Esclarmonde de Massenet (Paris, 1889)
- Harès dans Messaline d'Isidore de Lara (Monte Carlo, 1899)

En 1891 il chante Wotan dans Siegfried à La Monnaie de Bruxelles et devient artiste invité de 1891 à 1894 à Covent Garden.
À partir de 1907, il enseigne au Conservatoire national de Paris.

## Le peintre post impressionniste
Max Bouvet en tant que peintre est connu essentiellement pour ses paysages marins dans un style post impressionniste, illustrant souvent des panoramas bretons et vendéens. Le critique V. Revel le présentait ainsi dans la plaquette d'une vente à l'hôtel Drouot le 3 mai 1911 :

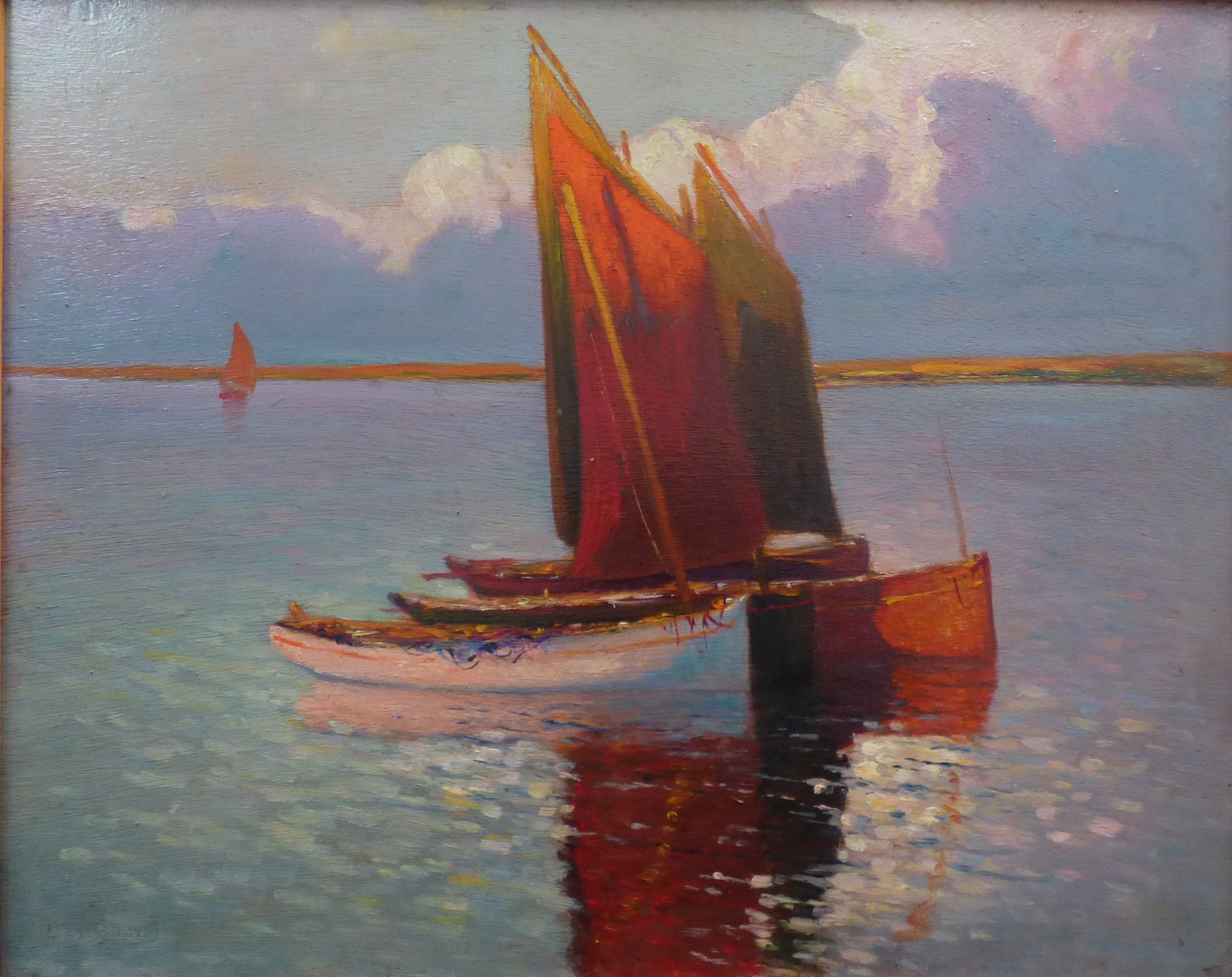
Barques au mouillage par Max Bouvet

Il n'est pas rare de voir les artistes lyriques et dramatiques exercer avec passion, avec talent parfois, un art à côté du leur.
Le plaisir de la vie est fait de changement, dit le proverbe.
Mélingue, sculpteur apprécié, modelait sous les yeux du public, une statuette dans Benvenuto Cellini; plus près de nous, MM. Mounet-Sully, Truffier, Sylvain, Georges Berr triomphent, comme écrivains, sur des scènes diverses, et M. Galipaux cueillit ses premiers lauriers, sous forme de prix de violon, au Conservatoire de Bordeaux.
Que de chanteurs, de comédiens ont ainsi leur «violon d'Ingres »
Mais ce qui se voit moins souvent, c'est un victorieux de la scène partager également et aussi brillamment son temps entre la musique et la peinture; et, comme on disait au dix-huitième siècle, courtiser l'une et l'autre avec pareil succès.
Max Bouvet, l'inoubliable interprète de Figaro, du Barbier de Séville, le créateur du Roi d'Ys, d'Esclarmonde, du Rêve, de l' Attaque du Moulin, de Werther, etc., etc., aurait été peintre, s'il n'avait été chanteur. Il préféra être tous les deux à la fois. Elève de Pelouze et de Cormon, en même temps que du Conservatoire de Paris où il devait retourner plus tard comme professeur, il reçoit de ses initiateurs à l'art pur et loyal de tenir un pinceau de précieux encouragements.  Dès lors, et tout le temps, ce furent des heures d'études distribuées entre les répétitions et l'atelier, entre les décors, la mer et la campagne. Bouvet expose au Salon de la Société des Artistes Français; il est récompensé et acheté par l'Etat : La signature ne vous dit rien ? dit quelqu'un de la suite à M. Georges Leygues, lors de la visite ministérielle. C'est celle du chanteur de l'Opéra-Comique. — Eh bien, répondit le Surintendant des Beaux-Arts, ce tableau « chante pour moi; je l'achète... »

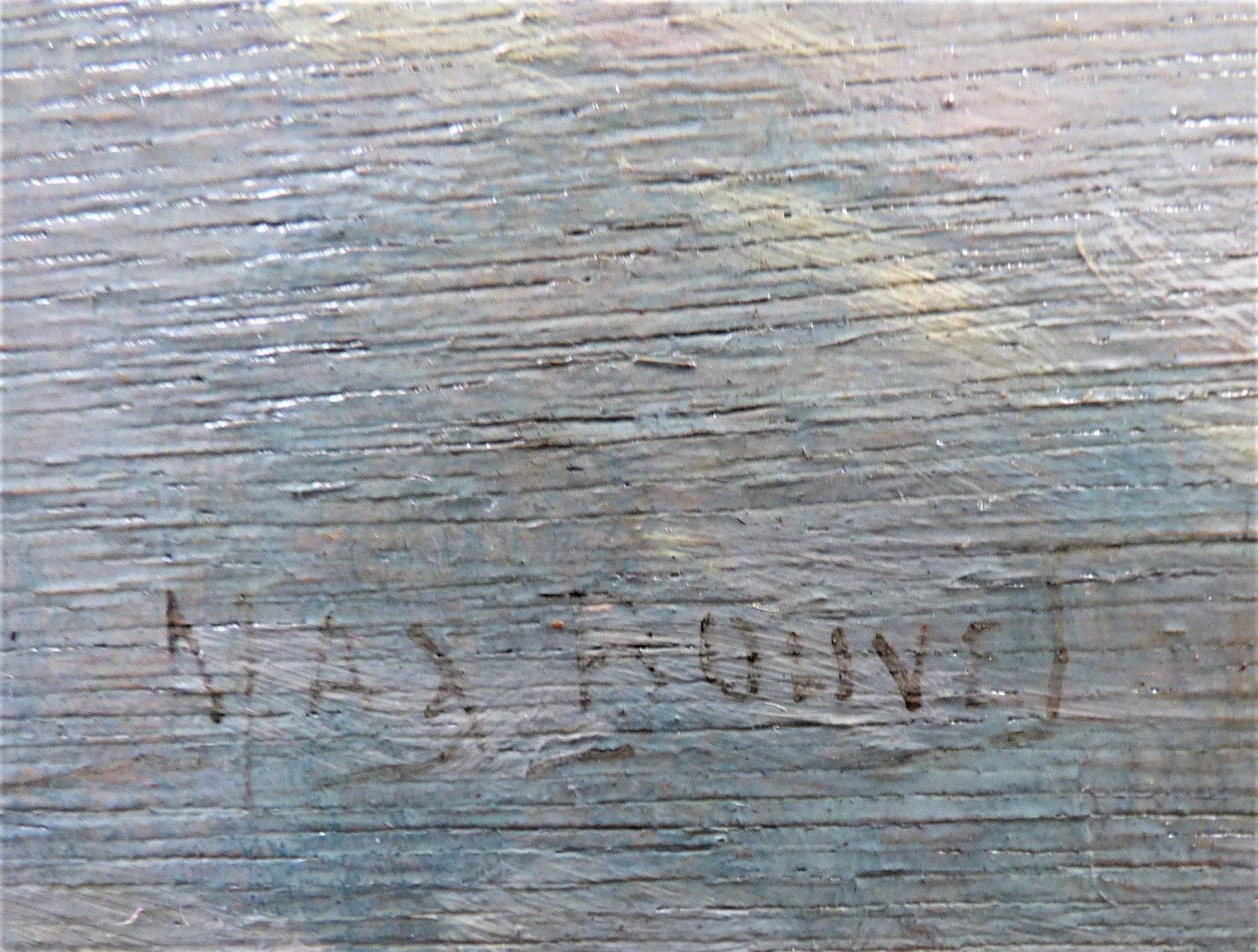
Signature de Max Bouvet

Lever de Lune, au Crépuscule est aujourd'hui au Musée de Reims.
Les progrès se dessinent; la renommée aussi des marines, des paysages de Max Bouvet, vibrants de lumière chaude, infiniment variés d'impression et de tonalité, figurent à toutes les grandes Expositions de Paris, de la province et de l'étranger. La Reine des Belges acquiert plusieurs toiles du peintre doublement artiste, et leur fait les honneurs du Château royal de Laeken.